# Pleșa, Gorj
Pleșa este un sat ce aparține orașului Bumbești-Jiu din județul Gorj, Oltenia, România.

## Vezi și
- Biserica de lemn din Pleșa

 Acest articol despre o localitate din județul Gorj este deocamdată un ciot. Puteți ajuta Wikipedia prin completarea lui.